# Кожухово (Московская область)

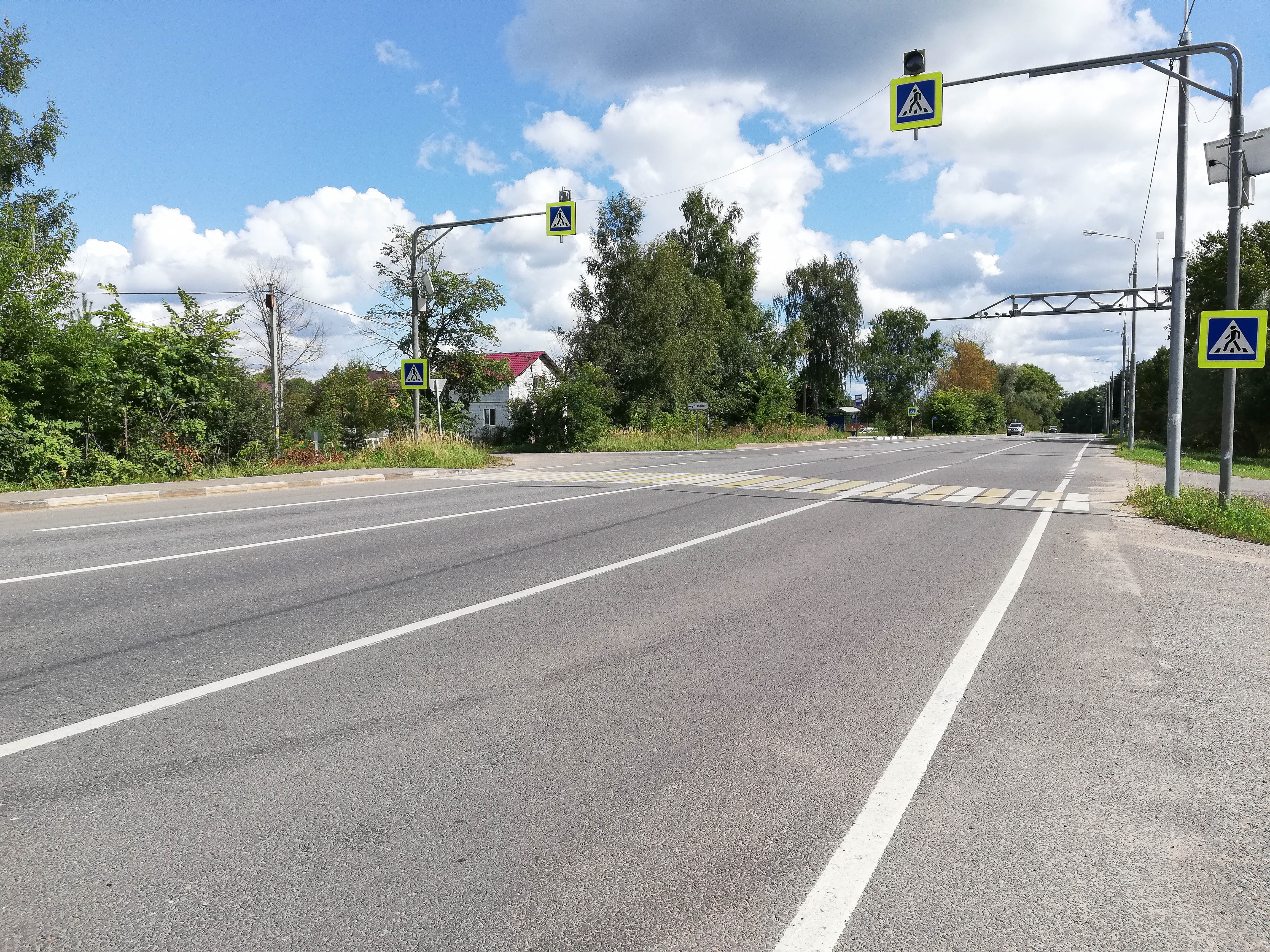
Можайское шоссе в Кожухово

Кожухово — деревня в Можайском районе Московской области, в составе городского поселения Можайск. В деревне числится 1 улица — Новая. До 2006 года Кожухово было центром Кожуховского сельского округа.

## География
Деревня расположена в центральной части района, у истоков безымянного левого притока реки Ведомка (правый приток Москвы-реки), примерно в 1 км к востоку от Можайска, высота центра над уровнем моря 196 м. Ближайшие населённые пункты — посёлки им. Дзержинского и Строитель.

## Население
| 2002 | 2006 | 2010 |
| ---- | ---- | ---- |
| 42   | ↘33  | ↗51  |